# Калужские губернские ведомости
ГБУ КО «Издательский дом „Калужские губернские ведомости“ („КГВ“)» —  средство массовой информации Калужской области, в которое входят газета «Калужские губернские ведомости» (до 2023 года — газеты «КГВ-Север», «КГВ-Запад», «КГВ-Восток», «КГВ-Юг»), газета «Весть», «Собрание нормативных правовых актов органов государственной власти Калужской области», а также сетевые издания «Калужские губернские ведомости» и «Весть». Газета «КГВ» выходит с 1838 года. Бренд «Калужские губернские ведомости» является одним из самых старейших Калужской области.

## История
Газета появилась в  дореволюционное время. Первый выпуск вышел 8 января 1838 года. Просуществовала она до революции в 1917 году. После завершения военных действий появилась уже партийная газета «Знамя».
На закате Советского Союза 5 января 1991 года в свет выходит первый выпуск газеты «Весть», которая была учреждена областным Советом народных депутатов (в настоящий момент — Законодательное Собрание Калужской области), как альтернатива органу обкома КПСС газете «Знамя». Первым редактором газеты «Весть» стал калужский журналист Алексей Золотин. С 1996 года в качестве соучредителя к законодательной власти региона присоединилась и исполнительная власть в лице Правительства Калужской области.
За годы существования сменилась политическая система, не раз реконструировалась представительная и исполнительная власть, обострялись общественные противоречия. Со временем газета стала информационно более наполненной, разнообразной по тематике и содержанию, на страницах отразились все сферы жизни области.
В 1997 году частная организация возродила газету «Калужские губернские ведомости», а в 2006 году газетный бренд был передан редакции газеты «Весть». Изначально газета «Калужские губернские ведомости» выпускалась, как самостоятельная общественно-политическая газета, а потом на какое-то время она стала историко-краеведческим приложение к газете «Весть». В 2018 году было принято решение пятничный выпуск газеты «толстушки» «Весть-неделя» переименовать в «Калужские губернские ведомости». Так, редакция газеты «Весть» стала выпускать два печатных СМИ. В том же году было принято решение преобразовать Государственное бюджетное учреждение Калужской области "Редакция газеты «Весть» в Государственное бюджетное учреждение Калужской области "Издательском дом «Калужские губернские ведомости».
С 2000-х годов еженедельная пятничная газета «толстушка» стала цветной, а четыре будничных выпуска, которые выходили с понедельника по четверг так и остались черно-белыми.
С 2019 по 2023 год Издательским дом «Калужские губернские ведомости» стал масштабным холдингом, который выпускает семь печатных газетных изданий: «Калужские губернские ведомости», «Весть», «КГВ-Север», «КГВ-Юг», «КГВ-Восток», «КГВ-Запад» и «Собрание нормативных правовых актов органов государственной власти Калужской области». Их общий тираж — 100 000 экземпляров. Все эти газеты выпускаются бесплатно, но так было не всегда.
Бесплатной газета стала в 2010-х годах в связи с упадком количества платных подписчиков. Спад людей, готовых платить за газету связывался с тем, что газеты становились менее востребованы по сравнению с развитым телевидением и развивающимся Интернетом, а также из-за высокой цены подписки. Изначально стоимость была приемлемой и очень даже дешевой, но со временем почтовые организации начали повышать стоимость доставок этих самых газет, и по итогу редакции стало тяжело выходить в «ноль», не то что в «плюс». Таким образом, примерно в 2014 году было принято решение отказаться от платных подписок и распространять газету бесплатно.
Идея создания районных вариантов газеты была обусловлена целью быть ближе к читателям. В «КГВ-Восток» входят Ферзиковский, Перемышльский, Козельский, Сухиничский, Думиничский, Ульяновский районы, в «КГВ-Запад» — Дзержинский, Бабынинский, Юхновский, Мещовский, Мосальский, Изновсковский районы, в «КГВ-Север» — Малоярославецкий, Боровский, Медынский, Жуковский, Тарусский районы, а в «КГВ-Юг» — Кировский, Людиновский, Хвастовичский, Жиздринский, Барятинский, Спас-Деменский и Куйбышевский районы Калужской области. У этого проекта нет аналогов ни в одном из регионов России, почему и получил Издательский дом «Калужские губернские ведомости» победу во Всероссийском журналистском конкурсе «Золотой гонг» в номинации «Новая жизнь старой газеты».
Сейчас Издательский дом «Калужские губернские ведомости» разделяется на газетную редакцию, сетевые издания и социальные сети с мессенджерами. От районных вкладышей было решено отказаться в начале 2023 года. Несмотря на довольно-таки старую историю своего существования, издательство старается идти в ногу со временем, изучая новые способы распространения информации и коммуникации с аудиторией.